# کوه‌های گیسکان
کوه گیسکان مجموعه کوه‌هایی واقع در استان بوشهر ایران است. قله این کوه ۱۷۰۵ متر ارتفاع دارد. آب‌وهوای منطقه این کوه گرم و خشک است و میانگین سالانه دما در این منطقه ۲۵ درجه سانتیگراد است.